# Напапорн Тонгсалі
Напапорн Тонгсалі (нар. 21 жовтня 1979) — колишня таїландська тенісистка.
Найвищу одиночну позицію світового рейтингу — 226 місце досягла 7 серпня 2006, парну — 194 місце — 21 серпня 2006 року.
Здобула 2 одиночні та 6 парних титулів туру ITF.
Завершила кар'єру 2013 року.

## Фінали ITF
| турніри $50,000 |
| турніри $25,000 |
| турніри $10,000 |

### Одиночний розряд (2–4)
| Результат | Ранг | Дата            | Турнір                 | Покриття | Суперниця           | Рахунок       |
| --------- | ---- | --------------- | ---------------------- | -------- | ------------------- | ------------- |
| Поразка   | 1.   | 19 серпня 2001  | Бангкок, Таїланд       | Тверде   | Сє Шувей            | 3–6, 2–6      |
| Поразка   | 2.   | 30 березня 2003 | Олбері, Австралія      | Трава    | Ліза Макші          | 2–6, 3–6      |
| Поразка   | 3.   | 24 серпня 2003  | Коломбо, Шрі-Ланка     | Ґрунт    | Надіне Гассінгер    | 4–6, 5–7      |
| Перемога  | 4.   | 3 жовтня 2004   | Балікпапан, Індонезія  | Тверде   | Тасша Вітаявірой    | 6–4, 7–5      |
| Поразка   | 5.   | 4 грудня 2004   | Бангкок, Таїланд       | Тверде   | Акгуль Аманмурадова | 2–6, 3–6      |
| Перемога  | 6.   | 2 жовтня 2005   | Ешленд (Кентуккі), США | Тверде   | Крістіна Бранді     | 6–4, 2–6, 6–4 |

### Парний розряд (6–6)
| Результат | Ранг | Дата              | Турнір                  | Покриття | Партнерка            | Суперниці                             | Рахунок             |
| --------- | ---- | ----------------- | ----------------------- | -------- | -------------------- | ------------------------------------- | ------------------- |
| Поразка   | 1.   | 16 листопада 2003 | Порт-Пірі, Австралія    | Тверде   | Ілк Джерс            | Труді Мусгрейв Абігейл Спірс          | 2–6, 2–6            |
| Перемога  | 2.   | 6 червня 2004     | Улан-Хото, КНР          | Тверде   | Чжуан Цзяжун         | Ду Жуй Лю Наньнань                    | 3–6, 6–2, 6–3       |
| Перемога  | 3.   | 4 грудня 2004     | Бангкок, Таїланд        | Тверде   | Акгуль Аманмурадова  | Хванг І-Хсюань Нудніда Луангам        | 6–4, 6–4            |
| Поразка   | 4.   | 16 травня 2005    | Хошимін, В'єтнам        | Тверде   | Акгуль Аманмурадова  | Вінне Пракуся Романа Теджакусума      | 4–6, 0–6            |
| Перемога  | 5.   | 28 травня 2005    | Пхукет (місто), Таїланд | Тверде   | Акгуль Аманмурадова  | Аннетте Кольб Монік Адамчак           | 6–1, 6–1            |
| Поразка   | 6.   | 20 вересня 2005   | Альбукерке, США         | Тверде   | Романа Теджакусума   | Джулія Дітті Мілагрос Секера          | 3–6, 7–6, 6–7       |
| Перемога  | 7.   | 21 травня 2006    | Хошимін, В'єтнам        | Тверде   | Чжуан Цзяжун         | Ліга Декмеєре Труді Мусгрейв          | 4–6, 6–1, 6–0       |
| Перемога  | 8.   | 18 червня 2006    | Інчхон, Південна Корея  | Тверде   | Чжуан Цзяжун         | Ю Мі Лі Чін А                         | 6–2, 6–4            |
| Поразка   | 9.   | 7 травня 2007     | Чханвон, Південна Корея | Тверде   | Романа Теджакусума   | Чжань Цзіньвей Као Шао-юань           | 4–6, 4–6            |
| Поразка   | 10.  | 27 липня 2007     | Бангкок, Таїланд        | Тверде   | Ноппаван Летчівакарн | Софія Мулсап Варатчая Вонгтінчай      | 4–6, 6–4, 6–1       |
| Перемога  | 11.  | 17 травня 2008    | Бангкок, Таїланд        | Тверде   | Сучанун Віратпрасерт | Діяра Саїдходжаєва Альбіна Хабібуліна | 1–6, 7–6(3), [10–8] |
| Поразка   | 12.  | 1 липня 2013      | Бангкок, Таїланд        | Тверде   | Сучанун Віратпрасерт | Лу Цзясян Лу Цзяцзін                  | 4–6, 4–6            |